# Oskar Wöhrle

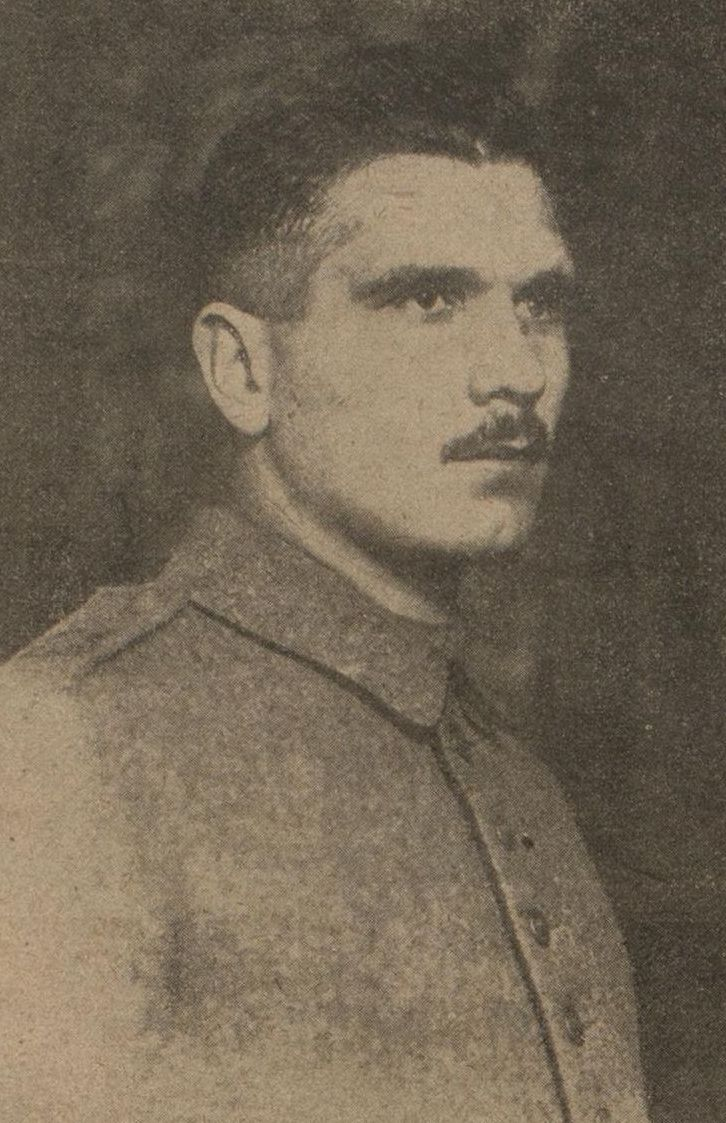
Oskar Wöhrle, um 1917

Theodor Oskar Wöhrle (* 26. Januar 1890 in Sankt Ludwig im Reichsland Elsaß-Lothringen, Deutsches Kaiserreich; † 31. Januar 1946 in Glottertal) war ein deutscher Dichter, Schriftsteller und Verleger aus dem Elsass mit wechselvollem Leben. Wöhrle zählte zu den 131 Schriftstellern, deren Bücher entweder am 10. Mai 1933 von den Nationalsozialisten verbrannt (Bücherverbrennung) oder sechs Tage später aus den öffentlichen Büchereien entfernt wurden. Später kollaborierte er jedoch mit nationalsozialistischen Behörden. 

## Leben
Oskar Wöhrle wurde 1890 im elsässischen Sankt Ludwig (Saint-Louis) als ältester Sohn von fünf Kindern des Schuhmachers Theodor Wöhrle geboren. Seit 1904 besuchte er die weiterführende Schule in Colmar und begann dann eine Ausbildung zum Lehrer. Aus Disziplingründen verließ er diese Ausbildung und begann, nur mit der Violine im Gepäck, ein Vagabunden- und Bohèmeleben in Frankreich (Paris, Südfrankreich) und in Italien, er war auch Heizer auf einem Mittelmeerschiff.
Aus materiellen Gründen trat er in die Fremdenlegion ein, kam von Algier zu Kämpfen an die marokkanische Grenze, bekam Typhus und desertierte aus dem Lazarett in Marseille. Nach seiner Flucht durch die Wälder Frankreichs, Italiens und der Schweiz kehrte er in das Elsass zurück. Dort arbeitete er als Seidenfärber in einer Fabrik.
1911 wurde er zum Wehrdienst als Kanonier in die preußische Armee einberufen. Wöhrle schrieb Erlebnisse aus seinem Landstreicherleben nieder, Gedichte und Prosaskizzen. Einige Gedichte wurden von „Das literarische Elsass“ veröffentlicht. In der Armee hatte er wieder Disziplinprobleme und schied aus.
1912 wurde Oskar Wöhrle Journalist bei der literarischen Zeitschrift „Die Lese“, München. Zeitgleich legte er seinen ersten Roman Der Baldamus und seine Streiche vor, der sehr erfolgreich war und auch bei Schriftstellerkollegen starke Beachtung fand. Um dessen Honorierung gab es aber Streit mit der Lese und trotz eines Wechsels zur Redaktion nach Stuttgart schied er zum 30. Juni 1914 aus.
Mit Beginn des Ersten Weltkrieges wurde er als Kanonier zur deutschen Armee eingezogen. Nach eineinhalb Jahren an der Front wurde Wöhrle Schriftleiter der Zeitung der 10. Armee in Wilna und Minsk. Er befasste sich mit der Kultur Litauens und veröffentlichte 1916 anhand seiner Kriegserlebnisse das Buch Querschläger, Das Bumserbuch, Aufzeichnungen eines Kanoniers, eine Sammlung von drastischen, sarkastischen, galgenhumorigen Kriegserzählungen und Gedichten. Einige Erzählungen, im Nachlass gefunden, wurden von der Militärzensur abgelehnt.
Während des Krieges wurde er auch 1916 als Verleger aktiv – unter dem Geburtsnamen seiner Frau wurde die Julie-Schrader-Verlagsbuchhandlung in Schiltigheim (Unterelsass nahe Straßburg) eröffnet.
Nach dem Kriegsende gehörte Wöhrle dem Arbeiter- und Soldatenrat an und erstellte Flugblätter in Stuttgart. 1920 gründete er in Konstanz am Bodensee, Hussenstraße 18, eine Buchhandlung mit Antiquariat und kurz danach den Oskar Wöhrle Verlag und den See-Verlag, später noch eine Druckerei. Sein Haus wurde zum Treffpunkt vieler Künstler (Maler, Musiker, Schriftsteller), was ihm sogar den Vorsitz des Konstanzer Kunstvereins bescherte. Das Haus erhielt in dieser Zeit seine heute noch vorhandene expressionistisch bemalte Fassade von Hans Breinlinger. Wöhrles Verlage wurden bekannt für „linke“ und liberale Literatur. Misswirtschaft und Inflation führten 1925 zum Konkurs, 1926 verlor er auch Haus, Hab und Gut.
Wöhrle ging nun hochverschuldet zu seiner Schwester und deren Mann nach Stuttgart, dann nach Berlin, verfasste Werbeslogans und Rundfunkbeiträge, schrieb den Roman „Das Rattennest“ und die Erzählung: „Splitterspiegel der Jugend“.
Für seinen historischen Roman „Jan Hus“ erhielt er den Literaturpreis der Tschechoslowakei und wurde 1932 zu einem längeren Studienaufenthalt in Prag eingeladen, um den „Hus“ fortzusetzen („Der Kelch“).
Wöhrle wechselte 1933 zu seiner Familie nach Schiltigheim ins inzwischen wieder französische Elsass.
Er arbeitete als Packer bei Oetker in Straßburg. In dieser Zeit entstand „Die Schiltigheimer Ernte“, Lyrik über seine elsässische Heimat. Von den Franzosen ausgewiesen, zog Wöhrle nach Freiburg im Breisgau.
Die Nationalsozialisten verbrannten sein Buch „Querschläger“ am 10. Mai 1933. Wöhrle floh zunächst über das Elsass nach Prag. Er kehrte aber 1937 nach Deutschland zurück und siedelte sich zunächst in Baden an. In seiner Arbeit versuchte er, sich der NS-Kulturpolitik anzupassen. Er arbeitete als wissenschaftlicher Mitarbeiter für deutsche Behörden in Mülhausen. Dem deutschen Rundfunk in Berlin bot er Texte über das Elsass und über die politische Stimmung dort an (Schriftwechsel mit Intendant Adolf Raskin).
1941 entstand das „Sundgaubuch“ (Sundgau ist eine Landschaft im Südelsass) und 1942 ein Bildband über das Elsass. Vor der näher rückenden Front floh er 1944 nach Basel und dann in den Schwarzwald. Wöhrle starb in der Schwarzwaldklinik Glotterbad nach einer Beinamputation infolge des Diabetes, an dem er schon seit den 1920er Jahren erkrankt war.
Oskar Wöhrle war verheiratet mit Juliette Wöhrle, geb. Schrader.

## Künstlerisches Schaffen
Wöhrles literarische Laufbahn begann mit Liedern und Gedichten aus seiner Vagabundenzeit. Es folgten mehrere Gedichtbände.
Sein erster großer Erfolg war der Roman „Der Baldamus und seine Streiche“, 1912, 1916.
Wöhrles Nachlass befindet sich seit 1999 großenteils im Literaturarchiv Saar-Lor-Lux-Elsass an der Universität des Saarlandes in Saarbrücken; einige Bestände sind im Fritz-Hüser-Institut in Dortmund, in der Universitätsbibliothek Frankfurt am Main (vor allem Briefe) und in seiner Heimatstadt Saint-Louis.

## Auszeichnungen
- 1932 Literaturpreis der Tschechoslowakei
- 1940 Erwin-von-Steinbach-Preis der Stiftung F.V.S. (für „alemannisches Volkstum“ im Elsass, in der Schweiz und im Deutschen Reich. Die Verleihung erfolgte durch die Albert-Ludwigs-Universität Freiburg i. Br.)

## Werke
- Der Baldamus und seine Streiche. Roman, Stuttgart 1913 (Neuausgabe: Der Bücherkreis, Berlin 1927. Neue veränd. endgült. Fassung: Der Bücherkreis, Berlin 1931)
- Als ein Soldat in Reih und Glied. Gedichte. Fleischel, Berlin 1915
- Das Bumserbuch. Fleischel, Berlin 1916 (Neuauflage als: Querschläger. Aufzeichnungen eines Kanoniers, Berlin 1929)
- Ein deutscher Handwerksbursch der Biedermeierzeit. Auf der Walze durch den Balkan und Orient. Nacherzählt von Oskar Wöhrle, Die Lese, Stuttgart 1916
- Johann Hus. Der letzte Tag. Geschichtlicher Roman. Bücherkreis, Berlin 1932
- Die Schiltigheimer Ernte. Gedichte. Joseph Heissler, Strassburg 1934
- Kamrad im grauen Heer. Ein Soldatenbrevier. Als Manuskript gedruckt. Bär & Bartosch, Freiburg 1939
- Pömperles Ausfahrt in die Welt. Elsässische Novelle. Deutscher Scheffel-Bund, Karlsruhe 1940
- Das Sundgaubuch. Elsässische Geschichten. Colmar 1941
- Das Elsaß. Ein Hymnus. Mit 64 Abb., Velhagen & Klasing, Bielefeld 1942
- Sechs Gedichte in: Die Frucht – Elsässische Lyrik der Gegenwart. Hünenburg-Verlag,[1] Strassburg o. J. (1976), S. 21 ff.[2]

## Notizen
1. ↑  Verlag des Friedrich Spieser, benannt nach der Hüneburg (Elsass), einem seiner autonomistischen Projekte in den 30er Jahren bis 1945
2. ↑  12 Dichter, Zusammenstellung von Raimund Buchert

| Personendaten    | Personendaten                                         |
| ---------------- | ----------------------------------------------------- |
| NAME             | Wöhrle, Oskar                                         |
| ALTERNATIVNAMEN  | Wöhrle, Theodor Oskar (vollständiger Name)            |
| KURZBESCHREIBUNG | deutscher Dichter, Schriftsteller und Verleger        |
| GEBURTSDATUM     | 26. Januar 1890                                       |
| GEBURTSORT       | Sankt Ludwig, Elsaß-Lothringen, Deutsches Kaiserreich |
| STERBEDATUM      | 31. Januar 1946                                       |
| STERBEORT        | Glottertal                                            |